# فرانز مورتنسن
فرانز مورتنسن هو سباح دنماركي، ولد في 16 فبراير 1964 في كوبنهاغن في الدنمارك.

## وصلات خارجية
- فرانز مورتنسن على موقع أوليمبيديا (الإنجليزية)